# Build (开发者大会)
“Microsoft Build 微軟開發者大會”是由微软举行的一年一度的开发者大会,面向使用Windows,,Microsoft Azure和其他微软技术的软件开发人员和web开发人员。第一届大会在2011年举行,它继任了微软之前的开发者大会，Professional Developers Conference(面向Windows操作系统的软件开发、MIX、web开发和微软技术如Silverlight和ASP.net)。

## 大會歷屆摘要

### Build 2011
Build2011于2011年9月13日至9月16日在阿纳海姆 (加利福尼亚州)召开。这届大会主要侧重于Windows 8,Windows Server 2012和Microsoft Visual Studio2012；它们的开发者预览版也在大会上发布。与会者还收到了一个运行Windows 8“开发者预览版”的三星平板电脑。

### Build 2012
Build 2012于2012年10月30日至11月2日在雷德蒙德的微软校园举行,侧重于最近发布的Windows 8,Windows Azure和Windows Phone 8。与会者收到了附触控键盘的Surface RT平板电脑,一部诺基亚Lumia 920智能手机,和100GB的免费OneDrive(当时称为SkyDrive)存储。

### Build 2013
Build 2013于2013年6月26日至6月28日在旧金山Moscone中心举行。这届大会主要是发布Windows 8的Windows 8.1更新。每一个与会者都能收到一个Surface Pro,附带蓝牙键盘的宏碁公司Iconia W3(第一个8英寸Windows 8平板电脑),一年期限的Adobe Creative Cloud和100GB的存储OneDrive(当时称为SkyDrive)。

### Build 2014
Build 2014于2014年4月2日至4月4日在旧金山Moscone中心举行。Build 2014在2013年12月12日过早地在微软的网站发布了召开日期和地点,但随后被下线。微软最终在第二天正式宣布。 与会者可以获赠Xbox One以及面额500美元的Microsoft Store礼品卡.
亮点:
- Windows Display Driver Model 2.0 and DirectX12
- Microsoft Cortana
- Windows Phone 8.1
- Windows 8.1 春季更新
- Windows free on all devices with a screen size of 9" or less and on IoT（页面存档备份，存于）
- .NET Native (Announcement（页面存档备份，存于）, Product Page（页面存档备份，存于）)
- 必应 知识小部件和应用程序链接
- Microsoft Visual Studio 2013 Update 2 RC
- Team Foundation Server 2013 Update 2 RTM
- TypeScript 1.0
- .NET Foundation

### Build 2015
Build 2015于2015年4月29日至5月1日在旧金山莫斯康会展中心举行。门票2095美元，1月22日星期四9点开始PST，门票在一个小时内“售罄”。 与会者数目不详，但与会者收到免费的惠普Spectre x360ultrabook.
亮点:
- Windows 10
- Windows 10 移动版
- HoloLens 和 Windows Holographic [12]
- Windows Server vNext
- Microsoft Exchange Server 2016
- Visual Studio Code

### Build 2016
Build 2016于2016年3月30日至4月1日在旧金山莫斯康会展中心举行。门票价格提升至2195美元，于一分钟内售罄。和往年不同，本届Build并未向与会者赠送免费硬件。
亮点：
- Windows Subsystem for Linux
- Skype上的Microsoft Cortana 机器人
- Windows Ink
- .NET标准库
- ASP.NET Core
- Microsoft Edge更新
- Xamarin
  - Windows平台的iOS模拟器
  - 个人开发者及小团队可免费使用[15]

### Build 2017
Build 2017于2017年5月10日至5月12日在西雅图华盛顿州会议中心举行。门票2195美元，本届Build没有向与会者赠送免费硬件
亮点：
- Azure Cosmos DB

- Visual Studio for Mac
- Windows Subsystem for Linux：现在支持Fedora和SUSE
- Xamarin Live Player
- Windows 10 秋季创意者更新
- Microsoft Fluent Design System

### Build 2020
Build 2020原訂於2020年5月19日到2020年5月21日於西雅圖舉行，但因COVID-19疫情改為免費在線上舉行。

### Build 2021
- .NET 6
- Microsoft Power Fx